# Prästgömma

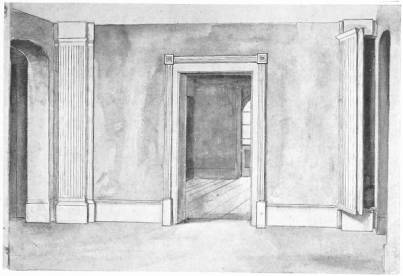
Ett exempel på en prästgömma, här i Partingdale House i Middlesex, England.

En prästgömma är ett dolt utrymme som konstruerats i en fastighet i syfte att kunna gömma en person.
Prästgömmor är kända från flera länder, men kanske mest från Storbritannien där katoliker gömde katolska präster undan myndigheterna på 1500- och 1600-talen.
En prästgömma kan bland annat ses på den medeltida herrgården Baddesley Clinton i byn med samma namn. 